# 의사 보조사
의사 보조사(physician assistant)는 의사를 보조하는 전문 직업이다. 의사에 준하는 정도가 높은 경우 준의사로 불리기도 한다. 대한민국에는 없는 직업으로 현재 대한민국에서는 법적 명시가 모호한 위치로서 간호사들이 의사를 보조하는 일을 하기도 한다.

## 같이 보기
- 임상 실습(clinical clerkship)
- 보조 의사(assistant physician)